# Tacazzea rosmarinifolia
Tacazzea rosmarinifolia är en oleanderväxtart som först beskrevs av Joseph Decaisne, och fick sitt nu gällande namn av Nicholas Edward Brown. Tacazzea rosmarinifolia ingår i släktet Tacazzea och familjen oleanderväxter. Inga underarter finns listade i Catalogue of Life.